# 波爾·戈爾貝格

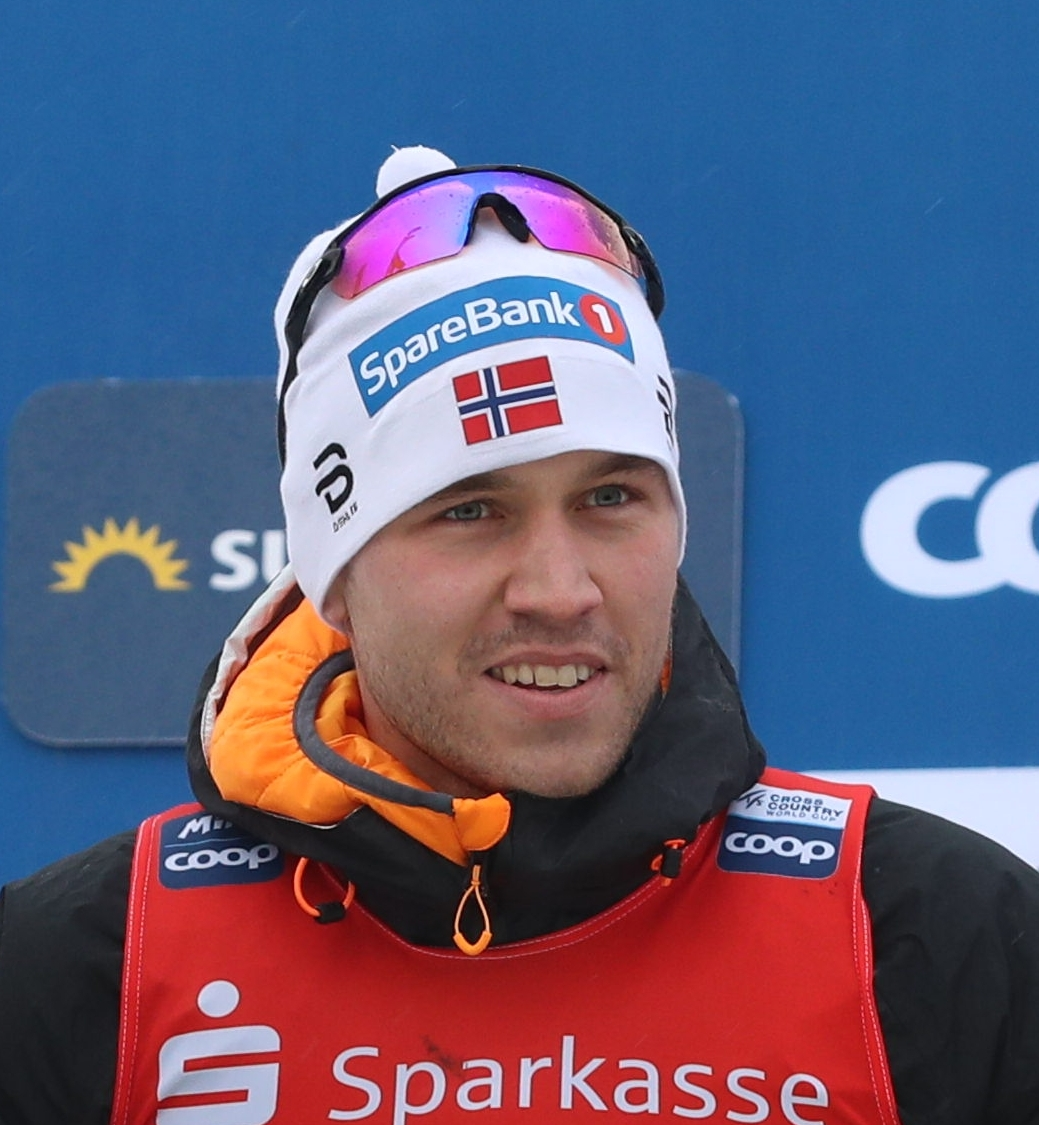
波尔·戈尔贝格，2019年

波爾·戈爾貝格（挪威語：Pål Golberg，1990年7月16日—），挪威越野滑雪運動員，他代表挪威隊參加了中國舉行的2022年冬季奧林匹克運動會，並且在男子4×10公里接力比賽上獲得銀牌。